# Zaho de Sagazan
Zaho-Agathe Le Moniès de Sagazan of kortweg Zaho de Sagazan (Saint-Nazaire, 28 december 1999) is een Franse singer-songwriter. In 2023 bracht ze haar debuutalbum La Symphonie des éclairs uit.

## Biografie
De Sagazan is de dochter van de schilder, beeldhouwer en artiest Olivier de Sagazan. Haar moeder is lerares. Ze heeft drie oudere zussen en een tweelingzus. Ze studeerde management voordat ze in de ouderenzorg ging werken.
Ze trad vijf avonden op  bij het Transmusicales muziekfestival in Rennes in 2022 op het Aire Libre podium. Haar eerste album, La Symphonie des éclairs, bevat dertien nummers en werd op 31 maart 2023 uitgebracht door Virgin Records. Enkele maanden na het uitkomen van het album groeide De Sagazan uit van een bijna onbekende artiest tot een nieuwe hoop voor het Franse chanson. Het album werd Goud in december 2023. In januari 2024 werd ze genomineerd voor de Music Moves Europe Talent Awards. Niet lang daarna, met vijf nominaties voor de 39e editie van de Victoires de la Musique, won ze prijzen voor het beste originele lied, beste album, podiumontdekking en vrouwelijke podiumontdekking.

## Muzikale stijl en invloeden
De Sagazan zegt dat ze gepassioneerd is door elektronische muziek uit de jaren tachtig, van Krautrock tot synthwave, terwijl ze wordt gevoed door Franse liedjes, in het bijzonder Jacques Brel en Barbara. Ze noemt ook Tom Odell als een van haar belangrijkste invloeden. 
Op het podium wordt ze vergezeld door Tom Geffray, een multi-instrumentalist, en muzikanten van de band Inuit (Alexis Delong en Pierre Cheguillaume).

## Discografie

### Album
- La Symphonie des éclairs, Virgin Records.

## Prijzen en nominaties
- 2022: Chorus prijs van het Festival Hauts-de Seine[11]
- 2023: Prix Joséphine[12]
- 2023: Prix Francis-Lemarque voor opkomend talent[13]
- 2024: De prijs voor "Beste opkomende Europese artiest van het jaar 2023" en de "Publieksprijs" tijdens de Music Moves Europe Talent Awards van het Eurosonic-festival in Groningen[14]
- 2024: Le Q d'or voor muzikale ontdekking op TMC
- 2024: De Victoires de la Musique in de categorieën "Origineel lied", "Beste album", "Podiumontdekking" en "Vrouwelijke podiumontdekking"